# Alberto Bolognetti
Alberto Bolognetti (Bologna, 8 luglio 1538 – Villaco, 17 maggio 1585) è stato un cardinale e vescovo cattolico italiano.

## Biografia
Nacque l'8 luglio 1538.
Papa Gregorio XIII lo elevò al rango di cardinale nel concistoro del 12 dicembre 1583.
Il 4 aprile del 1581 fu designato nunzio apostolico alla nunziatura di Polonia, a Cracovia.
Morì il 17 maggio 1585 all'età di 46 anni.

## Successione apostolica
La successione apostolica è:
- Cardinale Jerzy Radziwiłł (1583)